# Công ty Bảo hiểm Ký thác Liên bang Hoa Kỳ
Công ty Bảo hiểm Ký thác Liên bang hay Công ty Bảo hiểm Tiền gửi Liên bang (tiếng Anh: Federal Deposit Insurance Corporation, viết tắt là FDIC) là một công ty của chính phủ Liên bang Hoa Kỳ hoạt động như một cơ quan độc lập để giám sát và bảo chứng lượng tiền ký thác ở các ngân hàng Hoa Kỳ.
Công ty này được thành lập năm 1933 qua Đạo luật Ngân hàng (1933 Banking Act) để phục hồi uy tín cho nền tài chánh Hoa Kỳ sau cuộc khủng hoảng kinh tế. Tính đến năm 2013 thì FDIC bảo đảm $250.000 tối đa cho mỗi trương mục ký thác ở các ngân hàng thành viên, tổng số là 7,181 cơ sở trên toàn quốc Hoa Kỳ. Ngoài trách nhiệm kể trên, công ty FDIC cũng duyệt xét và giám sát những cơ sở tài chánh hầu bảo đảm chức năng hoạt động, bảo vệ người tiêu thụ, và điều hành những cơ sở tài chính đã phá sản.
Về mặt tài trợ, chính phủ Mỹ không cấp ngân khoản nào cho công ty FDIC vì đây là cơ quan độc lập. Do đó các chi phí hoạt động là do ngân phí thu từ các ngân hàng thành viên để hưởng dịch vụ bảo hiểm. Một số lợi nhuận khác là từ các công phiếu của Ngân khố Hoa Kỳ.